# Mauricio Solís
Mauricio Solís Mora (Heredia, 1972. december 13. –) Costa Rica-i válogatott labdarúgó.

## Pályafutása

### Klubcsapatban
Pályafutása során több csapatban játszott, melyek a következők voltak: Herediano (1992–96, 2008–10), Derby County (2006–08), Comunicaciones (1998, 2005–07), San Jose Earthquakes (1999–00), Alajuelense (2000–02, 2004–05), ÓFI Kréta (2002–03), CD Irapuato (2004).
A Costa Rica-i bajnokságot négy alkalommal nyerte meg csapataival: 1992–93 (Herediano), 2000–01, 2001–02, 2004–05 (Alajuelense). Az Alajuelensevel két UNCAF-klubcsapatok kupáját is nyert. A Comunicaciones játékosaként 1999-ben megnyerte a guatemalai bajnokságot.

### A válogatottban
1993 és 2006 között 110 alkalommal szerepelt a Costa Rica-i válogatottban és 6 gólt szerzett. Bemutatkozására 1993-ban került sor egy Szaúd-Arábia elleni barátságos mérkőzésen. Hazáját 30 világbajnoki selejtezőn képviselte és szerepelt a 2002-es és a 2006-os világbajnokságon. Részt vett az 1995-ös, az 1999-es és a 2001-es UNCAF-nemzetek kupáján, a 2002-es és a 2003-as CONCACAF-aranykupán, illetve az 1997-es és a 2001-es Copa Américan.

## Sikerei, díjai
Herediano
- Costa Rica-i bajnok (1): 1992–93

Alajuelense
- Costa Rica-i bajnok (3): 2000–01, 2001–02, 2004–05
- UNCAF-klubcsapatok kupája (2): 2002, 2005

Costa Rica
- Copa Centroamericana (1): 1999
- CONCACAF-aranykupa döntős (1): 2002

## Külső hivatkozások
- Mauricio Solís – a FIFA adatbázisában
- Mauricio Solís adatlapja a National-Football-Teams.com oldalon (angolul)

- Mauricio Solís (angol nyelven). FootballDatabase.eu